# Marko Pomerants

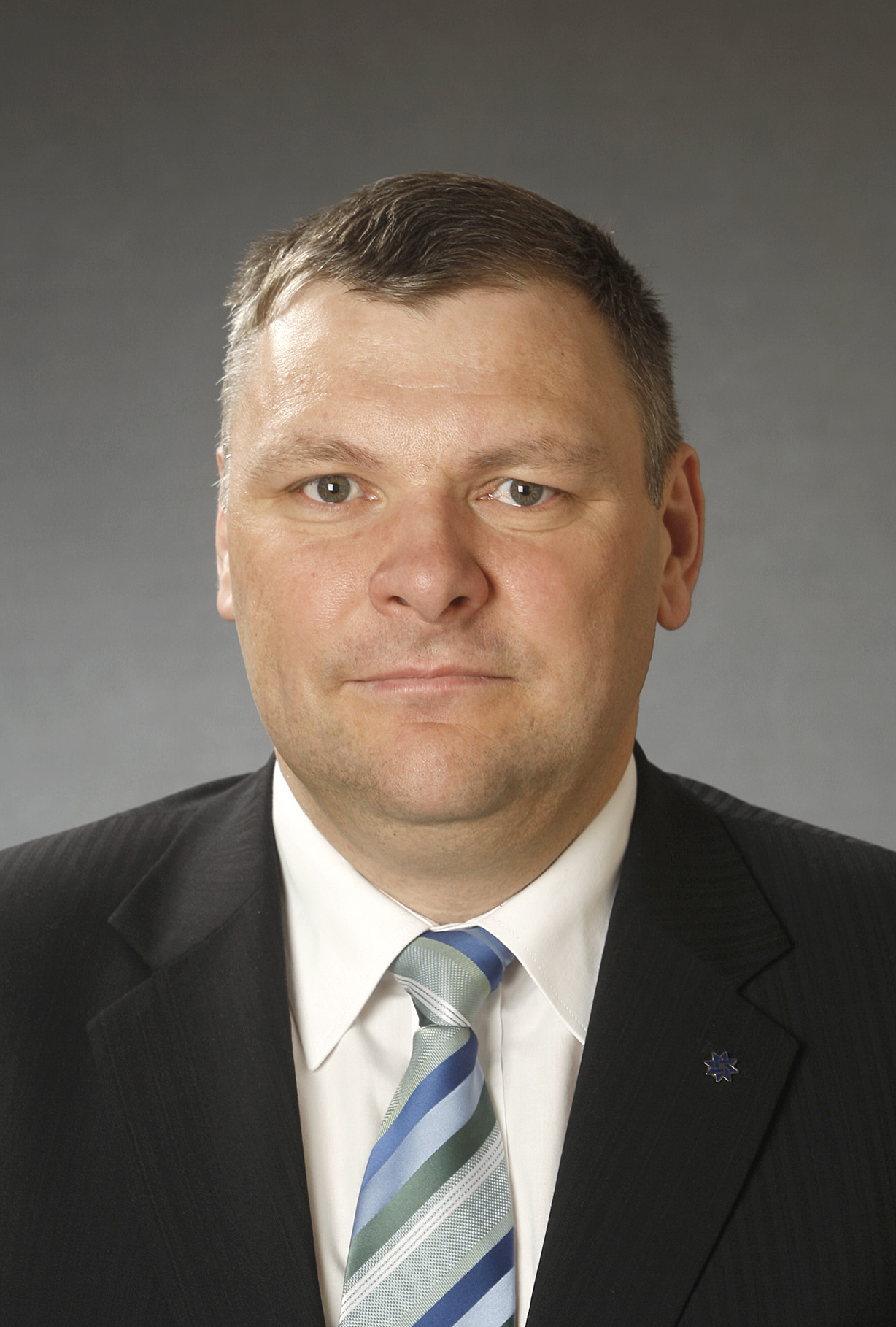
Marko Pomerants (2011)

Marko Pomerants (* 24. September 1964 in Tamsalu) ist ein estnischer Politiker. Er gehört der konservativen Partei Isamaa ja Res Publica Liit (IRL) an. Vom 9. April 2015 bis 12. Juni 2017 war Pomerants Umweltminister der Republik Estland.

## Leben und Politik
Marko Pomerants besuchte bis 1982 die Schule in Tamsalu. 1989 schloss er sein Studium der Geologie an der Universität Tartu ab. 1989/1990 war Pomerants stellvertretender Leiter des Amts für Naturschutz der Stadt Rakvere. Anschließend war er von 1990 bis 1994 Referatsleiter für Naturschutz bei der Verwaltung des Landkreises Lääne-Virumaa. 1994/95 bekleidete er bei derselben Behörde das Amt des Abteilungsleiters für Umweltschutz. Von 1995 bis 2003 war Pomerants Landrat des Kreises Lääne-Virumaa.
2002 erhielt er den Magistergrad in Verwaltungswissenschaft. Im selben Jahr trat er der Partei Res Publica bei.
2003 wurde Pomerants als Abgeordneter von Res Publica in das estnische Parlament (Riigikogu) gewählt. Von April 2003 bis April 2005 war er Sozialminister im Kabinett von Ministerpräsident Juhan Parts. Nach seinem Ausscheiden aus dem Ministeramt war Pomerants von 2005 bis 2009 erneut Abgeordneter im estnischen Parlament.
Nachdem Ende Mai 2009 die Sozialdemokraten die Regierung von Ministerpräsident Andrus Ansip verlassen hatten, wurde Pomerants am 3. Juni von Staatspräsident Ilves zum Innenminister ernannt. Pomerants hatte das Amt bis zum April 2011 inne.
Seit 9. April 2015 war Marko Pomerants in der Koalitionsregierung von Ministerpräsident Taavi Rõivas estnischer Umweltminister. Dasselbe Amt hatte er seit dem 23. November 2016 im Kabinett von Ministerpräsident Jüri Ratas inne. Nach seiner Abberufung als Minister kehrte er am 12. Juni 2017 als Abgeordneter ins Parlament zurück.

## Privatleben
Marko Pomerants ist mit Riina Pomerants verheiratet. Das Paar hat zwei Söhne.